# Anund Jacobo
Anund Jacobo (1007 o 1009 ~ 1050). Fue conocido en su tiempo como Emund Kolbränna (Emund el quemador de carbón). Rey vikingo de los suecos de Svealand, de la dinastía casa de Munsö de 1022 hasta su muerte.
Según Snorri Sturluson, nació el 25 de julio, día de Santiago Apóstol. Hijo de Olaf Skötkonung y Estrid de los Abodritas. Aunque en esa época no se empleaban en Suecia los nombres dobles, de acuerdo a Adán de Bremen se debió a que los suecos, que habían aceptado a un rey cristiano, no estuvieron de acuerdo con que este tuviese un nombre cristiano. El apelativo Anund era empleado por los antiguos suiones para designar a una persona cuyo nombre era difícil de pronunciar.
Anund se alió con el rey de Noruega Olaf II Haraldsson (San Olaf) contra el rey Canuto II de Dinamarca. Pese a la alianza, los daneses se alzaron con la victoria en la batalla de Helgeå. Después de este acontecimiento no se sabe si Anund siguió detentando el poder en el reino. En ese tiempo aparecieron en Sigtuna monedas con la imagen de Canuto, y al parecer este último habría sido respaldado por los suecos.
Algunas fuentes mencionan que Anund mantuvo la paz y el orden en su reino mediante estrictos métodos poco convencionales, como incendiar con carbón los hogares de los transgresores de la ley. Por esas acciones habría sido nombrado en su tiempo El quemador de carbón.
Fue sucedido por su medio hermano Emund.